# Faktor X
Faktor X (10), även Stuart–Prower-faktorn, är ett av de protein som är verksamma vid blodkoagulering. Det aktiveras på två olika sätt, av det yttre systemet av ett komplex bestående av faktor VII tillsammans med vävnadsfaktorn (Faktor III). I det inre systemet sker aktiveringen av aktiverad faktor XIII tillsammans med aktiverad faktor IX. Faktor X bildar med aktiverad faktor V och kalciumjoner ett komplex som spjälkar protrombin till trombin. Faktor X tillverkas i levern och är beroende av Vitamin K.